# Cotriguaçu
Cotriguaçu is een gemeente in de Braziliaanse deelstaat Mato Grosso. De gemeente telt 14.965 inwoners (schatting 2009).